# Powstanie chłopskie na Podhalu (1630–1633)
Powstanie chłopskie na Podhalu (1630–1633) – bunt chłopski przeciwko Mikołajowi Komorowskiemu, zarządzającemu dobrami nowotarskimi. Niepokoje na Podhalu zaczęły się już w 1625 r.; w 1630 r. przerodziły się w otwarty konflikt zbrojny i trwały do 1633 r. W 1631 miała miejsce największa bitwa tego powstania, pierwsza bitwa pod Nowym Targiem. Przywódcą powstania był Stanisław Łętowski, a powstańcy nawet proklamowali Rzeczpospolitą Nowotarską. Powstanie zostało stłumione przez siły szlacheckie i królewskie.

## Podłoże powstania
Położenie chłopów pańszczyźnianych w Polsce szlacheckiej było bardzo niekorzystne. W dobrach szlacheckich i dobrach kościelnych masowe rozmiary przybierało zbiegostwo chłopów. Chłopi, którzy opuszczali te dobra, przenosili się do dóbr królewskich (tak zwanych królewszczyzn), chronili się w lasach, górach i innych niedostępnych terenach, często zajmując się zbójectwem. W rejonie Podhala konflikty na linii chłopi – dwór, zaostrzało dodatkowo zachowanie dziedzica ziem Mikołaja Komorowskiego, któremu źródła pisane z epoki, jak na przykład materiały z procesów chłopskich itp., przypisują prowokacyjne i lekceważące zachowanie wobec poddanych. Komorowski miał według tych źródeł wprowadzić szereg uciążliwych dla chłopów zarządzeń. Według Przybosia Komorowski „zmuszał sołtysów do płacenia hiberny na równi z gromadami, pozbawiał ich prawa sądowniczego, odbierał młyny, karczmy i lasy, prześladował organizatorów i przywódców oporu, zmuszał chłopów do korzystania ze starościńskiej karczmy i młynów, wymagał robót browarnych i innych, nie przewidzianych w dekretach, nawet w dnie świąteczne, bił opornych, zwiększał ciężary feudalne, siłą osiedlał pasterzy wołoskich, by pociągać ich do świadczeń, odbierał chłopom lepsze pola. Nie wahał się więzić, a nawet torturować chłopów”.

## Powstanie
Niepokoje na Podhalu zaczęły się już w 1625 r. – rok po objęciu starostwa nowotarskiego (byłej królewszczyzny) przez Komorowskiego; w 1630 r. przerodziły się w otwarty konflikt zbrojny i trwały do 1633 r. W 1631 miała miejsce największa bitwa tego powstania, pierwsza bitwa pod Nowym Targiem. Przywódcą powstania był Stanisław Łętowski.
Adam Przyboś opisał to następująco: „Zrazu od r. 1625 walka toczyła się na drodze legalnej prawno-sądowej... Z czasem chłopi zaczęli zbiegać na Orawę i na Śląsk, przystawać do zbójników i napadać na folwarki oraz urzędników dworskich. W listopadzie 1630 r. sprzysięgli się i wystąpili zbrojnie z bębnami i sztandarami, wojskowo zorganizowani, paląc młyny i karczmy, niszcząc plony, urządzając zasadzki na K-ego i jego ludzi... Było to formalne powstanie. Wyprawa chłopska [na Nowy Targ] nie udała się, gdyż mieszczanie nowotarscy dochowali wierności K-emu i odparli chłopów, ale K. musiał opuścić starostwo, a chłopi ogłosili bliżej nie określoną Rzeczpospolitą Nowotarską. K. był zmuszony zawezwać w maju 1631 r. pomocy regularnego wojska w sile 4 chorągwi z działami. Stoczona bitwa zakończyła się zwycięstwem wojska. Do śmierci starosty trwał jednak opór chłopów, którzy ogłosili: «pana starosty za pana mieć nie chcemy i wolemy się wszyscy dać pozabijać, niżeli go za pana mieć i do starostwa go nie puściemy, bo już nie wierzemy temu szalbierzowi…».”
Powstanie było stłumione przez siły szlacheckie, ale także zmalała motywacja ludności po śmierci znienawidzonego Mikołaja Komorowskiego (w 1633 r.).

## Następstwa
Niepokoje na Podhalu powróciły ponownie, co znalazło wyraz w powstaniu pod wodzą Kostki-Napierskiego w 1651 (którego Łętowski był jednym ze przywódców) czy powstaniu w latach 1669–1670).